# Ford Trimotor
El Ford Trimotor, apodado como Tin Goose («ganso de hojalata» en inglés), fue un avión de transporte civil trimotor que comenzó a fabricarse en 1925 por la Ford Motor Company y continuó hasta el 7 de junio de 1933, produciéndose cerca de 200 aviones. Fue un modelo popular en las fuerzas armadas y se vendió a varios países. A diferencia de sus automóviles, camiones y tractores, Ford no fabricaba los motores de estos aviones. El Trimotor es conocido por ser uno de los primeros aviones que se utilizó para crear los vuelos comerciales  y ser utilizados en las primeras aerolíneas.

## Diseño y desarrollo

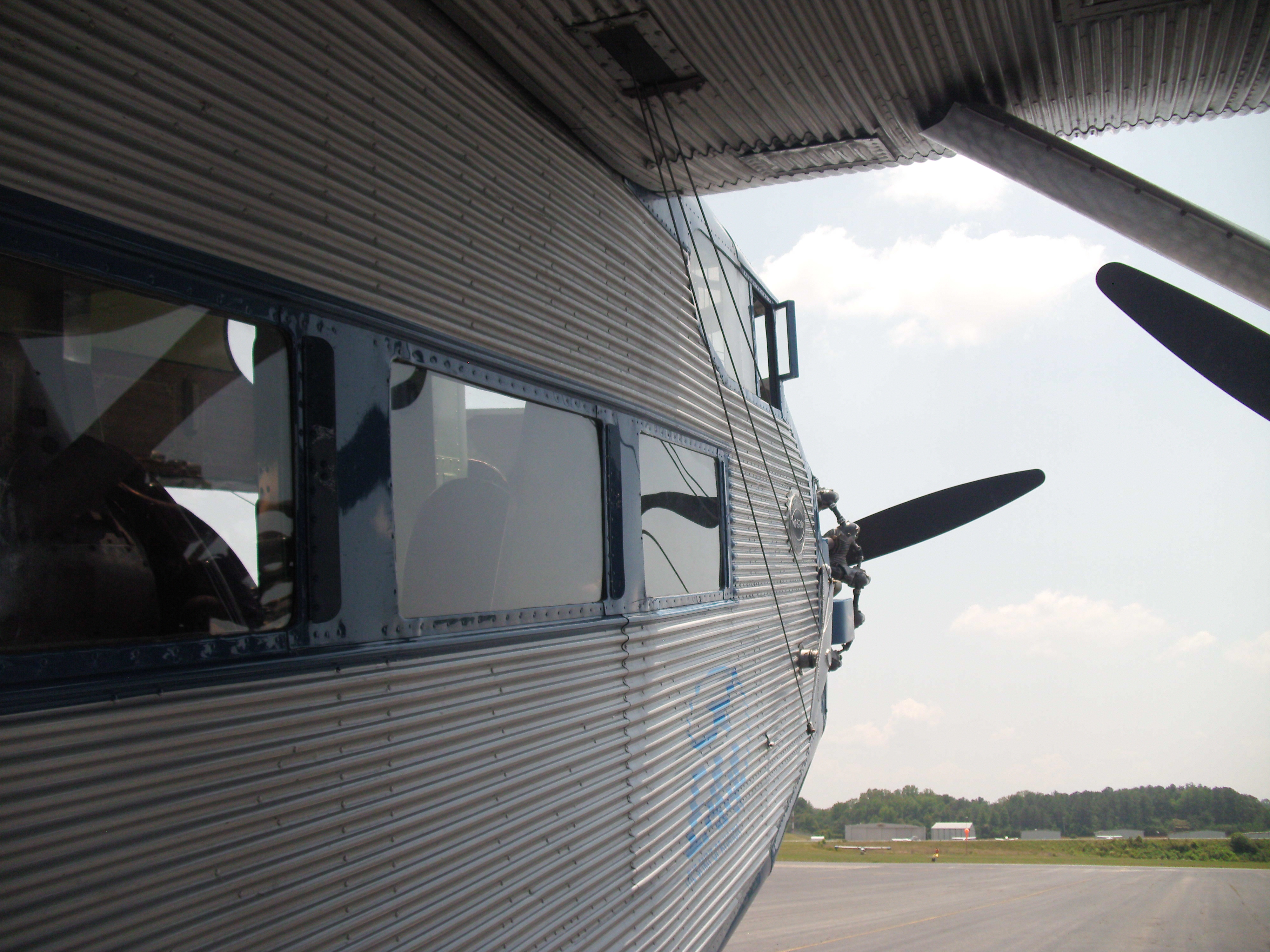
Esta imagen muestra los cables de control montados externamente de un avión Ford Trimotor, específicamente NC8407.

En la primavera de 1925, Henry Ford anunció la organización de una gira de aviones de transporte que, bautizada Prueba de Fiabilidad, partiría del propio cuartel general de la compañía (en Dearborn, Míchigan) y discurriría por la mayoría de los Estados de la Unión. Ford estaba decidido a introducirse en el campo de la aviación civil y había apadrinado esa prueba para comprobar cuál era el mejor avión de transporte comercial. El holandés Anthony Fokker rediseñó rápidamente su ya famoso Fokker F.VII a fin de que aceptara tres motores Wright, resultando en el primer Fokker F.VIIa. Llevado a Estados Unidos en julio de 1925, el Fokker encontró poca oposición, y no solo ganó la prueba organizada por Ford, sino que despertó una amplia expectación. El hijo de Ford, Edsel, adquirió el Fokker para la expedición de Richard E. Byrd al Polo Norte y convenció a su padre de que la configuración trimotora de ala alta era la mejor respuesta. Pero Fokker no estaba interesado en conceder la patente de su modelo.
El F.VIIa (a veces llamado F.VIIa/3m) estaba construido en tubos de acero, madera y tela pero, tras asesorarse convenientemente, Ford concluyó que el futuro sería de los aviones íntegramente metálicos, los all-metal ships de la época. En lugar de copiar el F.VII, Ford decidió construir por sí mismo un nuevo transporte trimotor de ala alta e íntegramente metálico. En agosto de 1925, junto con otros 19 inversores, incluyendo a su hijo Edsel, adquirió la Stout Metal Airplane Company, cuyo fundador William Bushnell Stout era todo un pionero estadounidense de los monoplanos metálicos de arriostramiento interno. Desde 1922, Stout venía construyendo transportes fiables y aerodinámicamente limpios, con motores Liberty, Wright y otros, y con los revestimientos exteriores a base de Alclad (del que se hablará más adelante).
Ford adquirió en principio varios transportes monomotores de Stout y, al igual que otras muchas compañías, se «subió al carro» del Acta Kelly de 1925, que ofrecía rutas postales oficiales a las empresas privadas. El 15 de febrero de 1926 comenzó a operar la compañía fundada por Ford (Stout Air Services), en las rutas Detroit-Cleveland y Detroit-Chicago, pero Ford estaba convencido de que el mercado necesitaba transportes mayores y polimotores, de manera que encargó a Stout que le diseñase un trimotor.
Stout tenía ahora «la sartén por el mango», pero en vez de aprovechar esa ocasión única, se empeñó en utilizar su antiguo modelo Stout 3-AT, como si el tiempo contase más que los resultados. Probablemente nunca se sepa qué sucedió, pero está fuera de toda duda que el Model 3-AT era precisamente un avión poco agraciado y bastante simple. De hecho, la situación se precipitó debido a un incendio que destruyó el avión en tierra, junto con la factoría del Ford Airport, el 17 de enero de 1926. Ford y Stout tuvieron una encendida disputa, y Stout se enojó y abandonó la sociedad.
En febrero de 1926, Ford decidió sacar adelante un aparato mejorado, el Model 4-AT, cuyo diseño se basaba en el Model 3-AT pero del que difería en muchos detalles, especialmente en la cabina, el fuselaje, el tren de aterrizaje y la instalación de los motores. El reducido equipo de ingenieros de Ford estaba dirigido por Harold Hicks y Tom Towle, pero actualmente hay quien se pregunta si el mérito de diseñar el Tri-Motor debe adjudicarse a esos dos ingenieros o a Stout.
El primero de los trimotores de Ford realizó su vuelo inaugural el 11 de junio de 1926. La mayoría de las fotos de que se dispone hoy día, y todos los Ford supervivientes, pertenecen al Model 5-AT, pero el 4-AT fue tan importante como su sucesor y merece que le prestemos una mínima atención.
Aunque algunos de los aeroplanos de ala alta de la época, incluidos los Fokker, presentaban su ala montada sobre el fuselaje, la del Ford adoptaba una implantación más baja, de manera que sus tres largueros reducían en cierta manera la altura de la cabina de pasaje. Esos largueros eran del tipo Warren y estaban montados a base de remaches. Esta ala pertenecía, en efecto, a una generación anterior a las de las soberbias alas multilarguero de revestimiento resistente diseñadas por John K. Northrop, una de las cuales se convirtió en la base de los transportes Douglas DC de principios de los años treinta. Las alas Northrop (Douglas) acarreaban pocos problemas de fatiga, pero las Ford acusaron cierta tendencia a los fallos estructurales a partir de las 5000 horas de vuelo.
Al igual que la Douglas, el ala Ford constaba de tres secciones y la central, de planta rectangular, formaba parte integral del fuselaje. Este era un voluminoso paralelepípedo que, a diferencia de los Fokker, tenía la sección dorsal redondeada a fin de reducir la resistencia aerodinámica. Los tres motores, que en el Model 4-AT eran Wright J-4 Whirlwind de 200 hp accionando hélices bipalas metálicas, no llevaba capós ni, en muchas ocasiones, unos simples carenados. Estos motores contaron al principio con escapes cortos, pero a partir de 1927 recibieron sendos colectores que terminaban en un único escape en el costado exterior de la góndola. El motor central descargaba sus gases a través de un largo escape que, en la mayoría de las versiones, discurría por casi la mitad de la longitud de la sección ventral del fuselaje. Este escape estaba recubierto parcialmente por la toma de aire de la cabina, de manera que ésta recibía aire caliente.
A diferencia de muchos aviones de revestimiento resistente aparecidos con posterioridad, las superficies móviles de mando del Ford, al igual que la deriva, llevaban recubrimiento metálico. La proa y las superficies dorsal y ventral del fuselaje recibieron en ocasiones láminas metálicas lisas, pero la práctica totalidad de las demás superficies presentaban un revestimiento corrugado, al estilo Junkers. Las láminas corrugadas combinaban un grosor mínimo con una gran resistencia a las flexiones estructurales y fueron utilizadas por los aviones Junkers hasta el último de sus Ju 52/3m. De hecho, tras la Segunda Guerra Mundial, y a base de minuciosas evaluaciones, se constató que los revestimientos corrugados penalizaban de forma muy importante la resistencia aerodinámica, pues el aire difícilmente seguía la dirección del corrugado. Pero una de las ventajas principales de los revestimientos adoptados por Ford residía en que, desde el primer 4-AT, se utilizó un material llamado Alclad, que consistía en duraluminio recubierto con aluminio puro anticorrosivo. Además como medida precautoria, el conjunto de componentes exteriores recibía como remate una capa de barniz, lo que explica la extraordinaria longevidad de estos aviones.
Todos los Ford tenían una puerta oval de acceso en el costado de estribor del fuselaje, utilizada por el pasaje, la carga e incluso por los dos pilotos. Estos se acomodaban en el 4-AT en una clásica carlinga abierta, que contaba con un simple parabrisas en uve, con los paneles delanteros inclinados hacia afuera, de abajo a arriba, para mejorar el sector visual durante los aterrizajes. Los paneles parabrisas podían abrirse completamente en caso de volar en condiciones climatológicas especialmente adversas. El Model 4-AT tenía cuatro asientos de pasaje a cada costado del pasillo central y estaba disponible con un retrete en la sección de popa. El equipaje de mano podía depositarse en los típicos estantes suspendidos a cada lado de la cabina, por encima de las ventanillas (como en cualquier coche ferroviario). Otras características poco habituales en 1926 eran la presencia de frenos en las ruedas, que permitían la utilización de una rueda de cola en vez del clásico patín, y de un sistema eléctrico, cuya batería se recargaba por medio de un generador situado en el motor de proa. Este sistema servía las luces de navegación y de muchos aparatos, las luces de aterrizaje (en los bordes de ataque alares) y el equipo de radio. Sin embargo, los Ford conjugaban estos adelantos con la vieja práctica de conducir los cables de mando de las superficies de cola por fuera del fuselaje, accionados mediante unos típicos balancines que se proyectaban desde los costados de la cabina de vuelo.
Los siguientes Ford incorporaron cabina de vuelo cerrada con lunetas parabrisas practicables en vuelo y otras mejoras; además, su potencia instalada era mayor. El Model 4-AT de ocho plazas entró en servicio con la propia compañía aérea de Ford el 2 de agosto de 1926. El Ford Airport, situado en Dearborn, se convirtió por entonces en el primero del mundo con pistas asfaltadas e iluminación totalmente eléctrica. Posteriormente, no sólo se llevaron a cabo importantes mejoras en las instalaciones en tierra, sino que Ford constituyó allí una de las primeras escuelas del mundo para entrenamiento de tripulaciones comerciales.
En 1929 se dio por concluida la producción del Model 4-AT, a excepción de un único ejemplar del Model 4-AT-F. Por entonces existía ya el más potente y agrandado Model 5-AT, cuyo nivel de ventas superó el del modelo anterior. De hecho, la producción del Model 5-AT alcanzó en 1929 la nada desdeñable cadencia de cuatro ejemplares semanales.
Gracias al empleo del motor Pratt & Whitney Wasp, el Model 5-AT era un avión mucho más capaz. Puesto en vuelo a mediados de 1928, este aparato presentaba un ala de mayores dimensiones, casada con un fuselaje más amplio para proporcionar mayor espacio por debajo del ala. Los motores alares contaban con capós anulares Townend (y, en ocasiones, también el motor central), y la estructura había sido reforzada para permitir operaciones con mayores pesos brutos. Entre 1929 y 1931 se construyeron no menos de 117 ejemplares, muchos de ellos con aterrizadores de esquís o flotadores. Bastantes contaron con bodegas alares de equipajes y otros las recibieron a posteriori. La cabina principal podría ser equipada con 17 asientos, ocho a estribor y nueve a babor, con un retrete a popa.

## Historia operacional

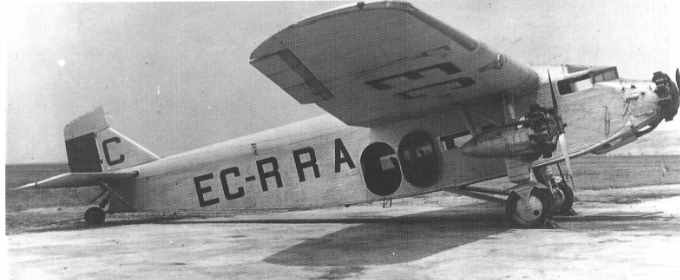
Ford 4AT-F EC-RRA de la Compañía CLASSA.

Entre 1926 y 1933 se fabricaron 198 Ford Trimotor, incluyendo 79 unidades de la variante 4-AT y 119 de la variante 5-AT, más algunos aviones experimentales. Alrededor de cien aerolíneas del mundo utilizaron el avión.
Uno de los primeros compradores de este avión fue el propio Stout, que había fundado la aerolínea Stout Air Services con el fin de cubrir vuelos regulares desde Detroit a Chicago y otras ciudades de la región de los Grandes Lagos, pero el primer cliente importante fue Jack Maddux, un californiano relacionado con el mercado del automóvil. Convencido de la capacidad de los Ford de operar sobre las regiones montañosas de California y los estados vecinos, y más tarde un entusiasta de su fiabilidad técnica, Maddux llegó a adquirir 16 aviones de distintas variantes para su propia aerolínea, la Maddux Air Lines.
Los 198 Ford comerciales fueron adquiridos de primera mano por las siguientes compañías; Pan American, Columbia Británica, CLASSA (de España),  Colonial Western Airways, CMA (de México), Curtiss Flying Service, Eastern, Ford, Jefferson, Maddux, Mamer, Mohawk, NAT (National), Northwest, NYRBA (New York, Rio & Buenos Aires), Pan American Grace, Pensilvania, Pitcairn, Queen City (Ohio), Rapid, Robertson, SCADTA (de Colombia, después Avianca), SAFE (Southwest Air Fast Express), Spokane, Stout Air Services, TAT (Transcontinental Air Transport) y Universal Flyers. A partir de 1930, los Ford comenzaron a aparecer en el mercado de segunda mano. Varios aparatos fueron exportados a Gran Bretaña, donde se eligió el aeródromo de la localidad de Ford (en Sussex) como base de mantenimiento de todos los Ford presentes en Europa. En 1934, W. S. Shackleton (de Picadilly) envió cuatro aparatos a Nueva Guinea en calidad de transportes de minerales junto a varios Junkers, y un aparato utilizado por la familia Guinness fue a parar en 1940 al 271.er Squadron de la RAF, camuflado y con el serial militar X5000.
Los Ford volaron también en las filas del USAAC con las designaciones XC-3, C-3, C-3A, C-4, C-4A, C-4B y C-9 (totalizando 13 aparatos), y con la Armada estadounidense y los Marines como XJR-1, JR-2, JR-3, RR-1, RR-2, RR-3, RR-4 y RR-5 (total: nueve aparatos). Además de por las Reales Fuerzas Aéreas de Australia, las Reales Fuerzas Aéreas de Canadá, y la Fuerza Aérea Colombiana.
Pero los ejemplares que tuvieron una carrera más dilatada fueron los utilizados por aerolíneas sudamericanas, principalmente TACA (por entonces de Honduras), que llegó a disponer de 30 aparatos; además fueron utilizados por las aerolíneas Avensa de Venezuela, Varig de Brasil, Lan Chile y Aeroperú.
Al igual que los automóviles y tractores, los aviones de Ford estaban bien diseñados, y eran relativamente baratos y fiables para los estándares de su época. El desarrollo rápido de la aviación en ese momento (el Douglas DC-2 aparecería en 1932), consiguió que Ford dejase de interesarse por la industria aeronáutica. Aunque Ford no sacó provecho del negocio de la aviación, la reputación de Ford apoyó la credibilidad de la industria de la aviación y ayudó con la introducción de aspectos de la infraestructura de la aviación moderna, como pistas pavimentadas, terminales de pasajeros, hangares, correo aéreo y navegación por radio.
El Trimotor no fue la última operación de Ford en la producción aeronáutica. Durante la Segunda Guerra Mundial, Ford construyó la mayor fábrica de montaje de aviones del mundo y montó bombarderos B-24 bajo licencia de Consolidated Aircraft.

## Variantes
4-AT-A
Primer modelo de serie, similar al 4-AT, 14 unidades producidas.
4-AT-B
Versión aparecida en 1927, con mayor envergadura, motores Wright J-5 Whirlwind de 220 hp y asientos para 12 pasajeros; 39 construidos.
4-AT-C
Como el anterior, pero el motor de proa era ahora un Pratt & Whitney Wasp de 400 hp; sólo un único ejemplar.
4-AT-D
Tres aviones, en general idénticos al 4-AT-B, pero con diferentes motores entre sí, así como modificaciones menores.
4-AT-E
Como el 4-AT-B, pero con motores J-6-9 Whirlwind de 300 hp, y cambios de detalle; 24 construidos; uno de ellos sirvió durante algún tiempo en la línea española CLASSA, siendo vendido poco después.
4-AT-F
Ejemplar único de 1931 con refinamientos aerodinámicos respecto a la versión anterior; según parece sería este aparato el que sirvió con las compañías CLASSA y LAPE en España y durante la guerra civil española operó como avión escuela de polimotores en Totana (Murcia), con las fuerzas aéreas republicanas. En 1940 fue cedido a Iberia, que lo utilizó hasta noviembre de 1946.
5-AT-A
Nueva serie aparecida en 1928, con ala alargada en 1,17 m, 13 plazas y tres motores radiales Pratt & Whitney Wasp de 420 hp; se construyeron tres ejemplares.
5-AT-B
Similar al anterior, pero con 15 asientos, aparecido en 1929; construidos 42 ejemplares.
5-AT-C
Similar al 5-AT-A pero con 17 plazas; construidos 48 ejemplares.
5-AT-CS
Versión hidro del anterior con flotadores metálicos Edo; un solo avión construido.
5-AT-D
Versión de mayor peso, similar al 5-AT-C, pero con el ala montada 0,20 m más arriba para aumentar la altura del techo de la cabina, motores Wasp SC de 450 hp; construidos 24 ejemplares.
5-AT-DS
Versión hidro del anterior; construido un solo ejemplar.
5-AT-E
Proyecto con los motores laterales instalados en el ala.
6-AT-A
Equivalente al modelo 5-AT-C, pero con motores Wright J-6-9 de 300 hp; construidos tres ejemplares.
6-AT-AS
Versión hidro del anterior con flotadores Edo; un solo ejemplar construido.
7-AT-A
Reconstrucción de un 6-AT-A, modificado con un motor Pratt & Whitney Wasp de 420 hp en el morro; posteriormente fue reconvertido a 5-AT-C.
8-AT
Conversión de un 5-AT-C en avión de carga monomotor (con los motores laterales desmontados); desechado por falta de potencia.
9-AT
Un 4-AT-B con la nueva instalación de tres motores Pratt & Whitney Wasp Junior de 330 hp.
11-AT
Modificación de un 4-AT-E al serle montados tres motores diésel Packard DR-980 de 225 hp; posteriormente reconvertido al estándar 4-AT-B.
13-A
Un 5-AT-D modificado por montaje de un motor Wright Cyclone de 575 hp en el morro y dos Wright J-6-9 Whirlwind de 300 hp laterales; posteriormente reconvertido en 5-AT-D.
14-A
Nuevo modelo enteramente diferente a los anteriores, aparecido en 1932; previsto en un principio como cuatrimotor (Ford 10-A), pero posteriormente modificado con un Hispano-Suiza de cilindros en V y 1100 hp sobre el fuselaje y dos Hispano-Suiza de 715 hp en las alas; podía llevar 40 pasajeros y la altura del tren era regulable; al ser llevado al aeropuerto para realizar su primer vuelo de pruebas se averió al pasar una vía de tren y fue desguazado.
XB-906-1
Prototipo de una versión de bombardeo a partir de la modificación de un 5-AT-C con bodegas internas y dos puestos de tiro; este avión se desintegró durante un picado en septiembre de 1931, muriendo el jefe de pilotos de Ford, Leroy Manning.

### Designaciones militares de los Estados Unidos

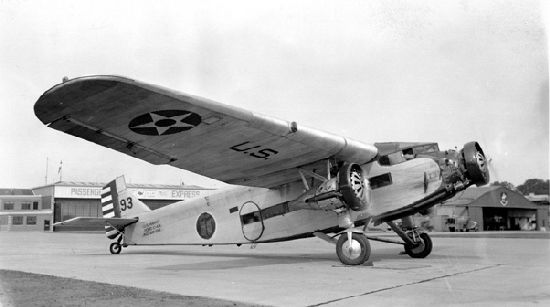
Un C-4A.

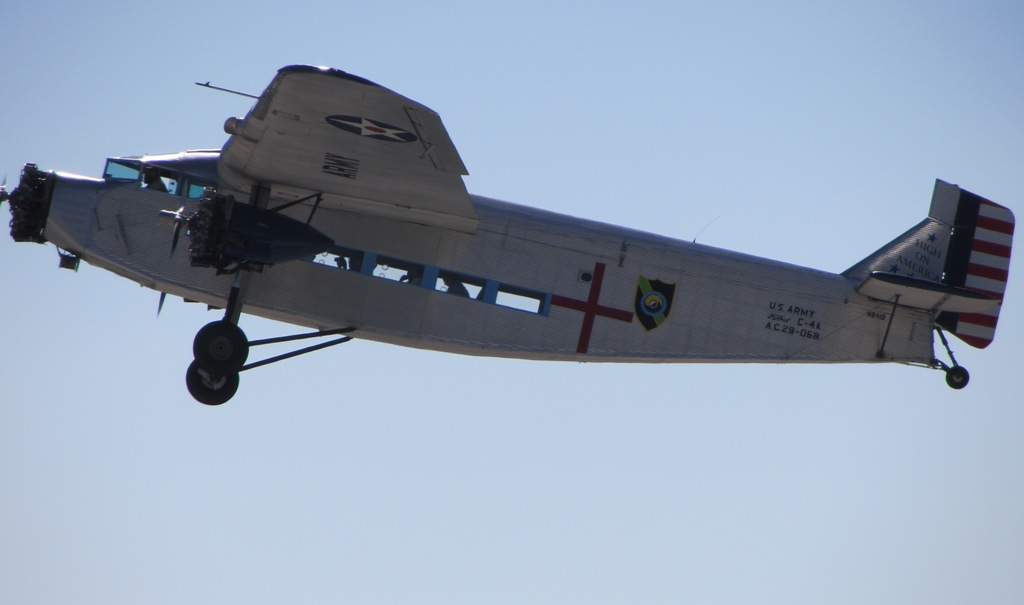
Réplica de C-4A.

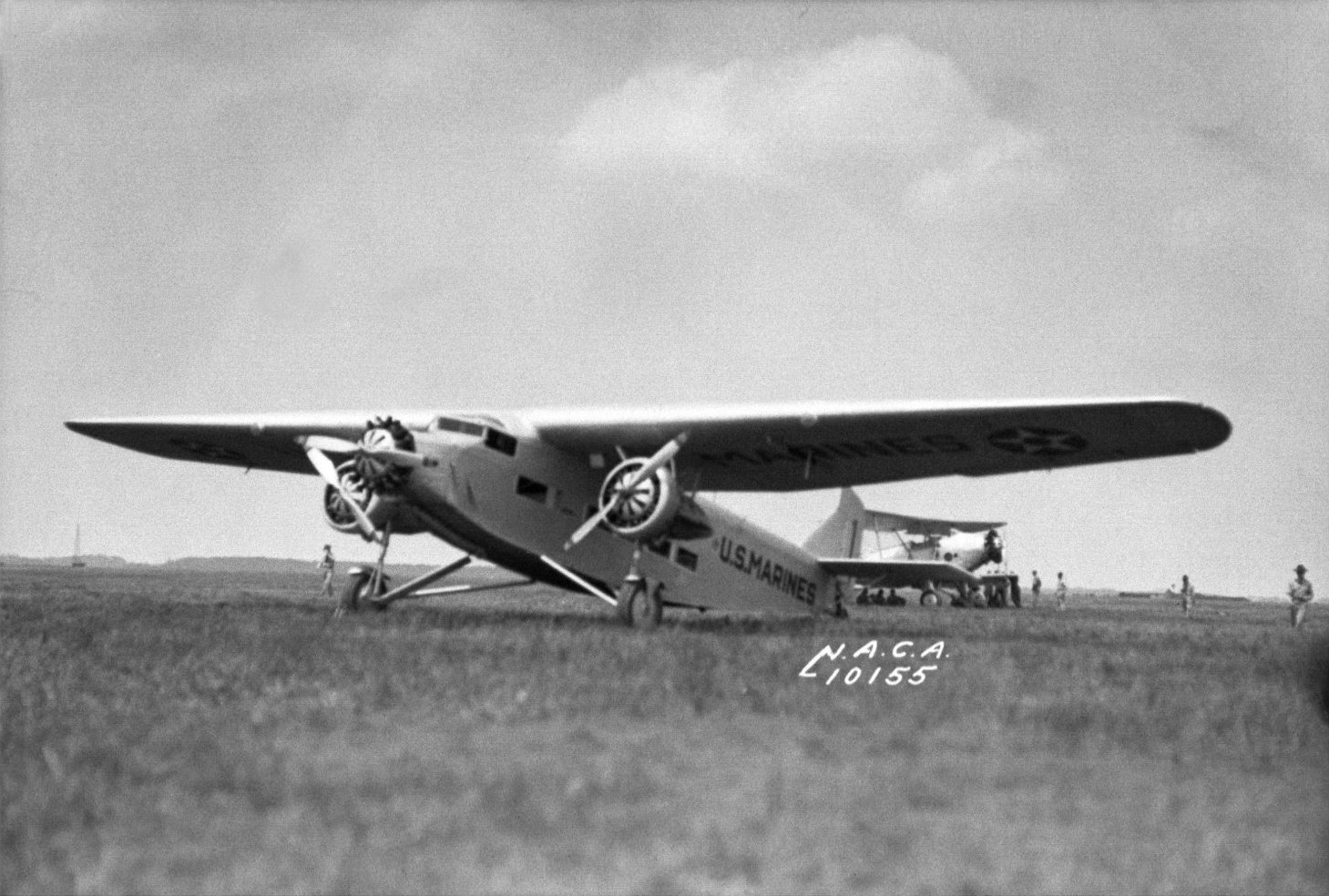
Ford RR-1 en Langley, Virginia, 1934.

XC-3
Un 4-AT-A evaluado por el Cuerpo Aéreo del Ejército de los Estados Unidos, redesignado C-3 tras la evaluación.
C-3
Un 4-AT-A fue así redesignado desde el XC-3, tras evaluación.
C-3A
Versión militar de transporte del Model 4-AT-E, propulsado por tres motores radiales Wright R-790-3 Whirlwind de 235 hp; siete construidos, todos convertidos más tarde a C-9.
C-4
Un 4-AT-B adquirido por los militares para su evaluación.
C-4A
Versión militar de transporte, basada en el Ford 5-AT-D, propulsada por tres motores de pistón Pratt & Whitney R-1340-11 Wasp de 450 hp; cuatro construidos.
C-4B
Un C-4A remotorizado con tres motores R-1340-7 de 450 hp.
C-9
Redesignación de los siete C-3A equipados con motores de pistón Wright R-975-1 de 224 kW (300 hp).
XJR-1
Un Model 4-AT-A para evaluación por la Armada estadounidense.
JR-2
Versión militar de transporte para el Cuerpo de Marines estadounidense, basada en el Ford 4-AT-E, pero con tres motores Wright J-6-9, redesignada RR-2 en 1931.
JR-3
Versión militar de transporte para la Armada estadounidense (uno) y el Cuerpo de Marines (dos), basada en el Ford 5-AT-C; tres construidos.
RR-1
Redesignación del prototipo XJR-1.
RR-2
Redesignación del JR-2 en 1931.
RR-3
Redesignación del JR-3 en 1931.
RR-4
Designación dada a un 5-AT-C.
RR-5
Designación dada a dos 4-AT-D, uno para la Armada y otro para el Cuerpo de Marines.

## Operadores

### Civiles
Canadá

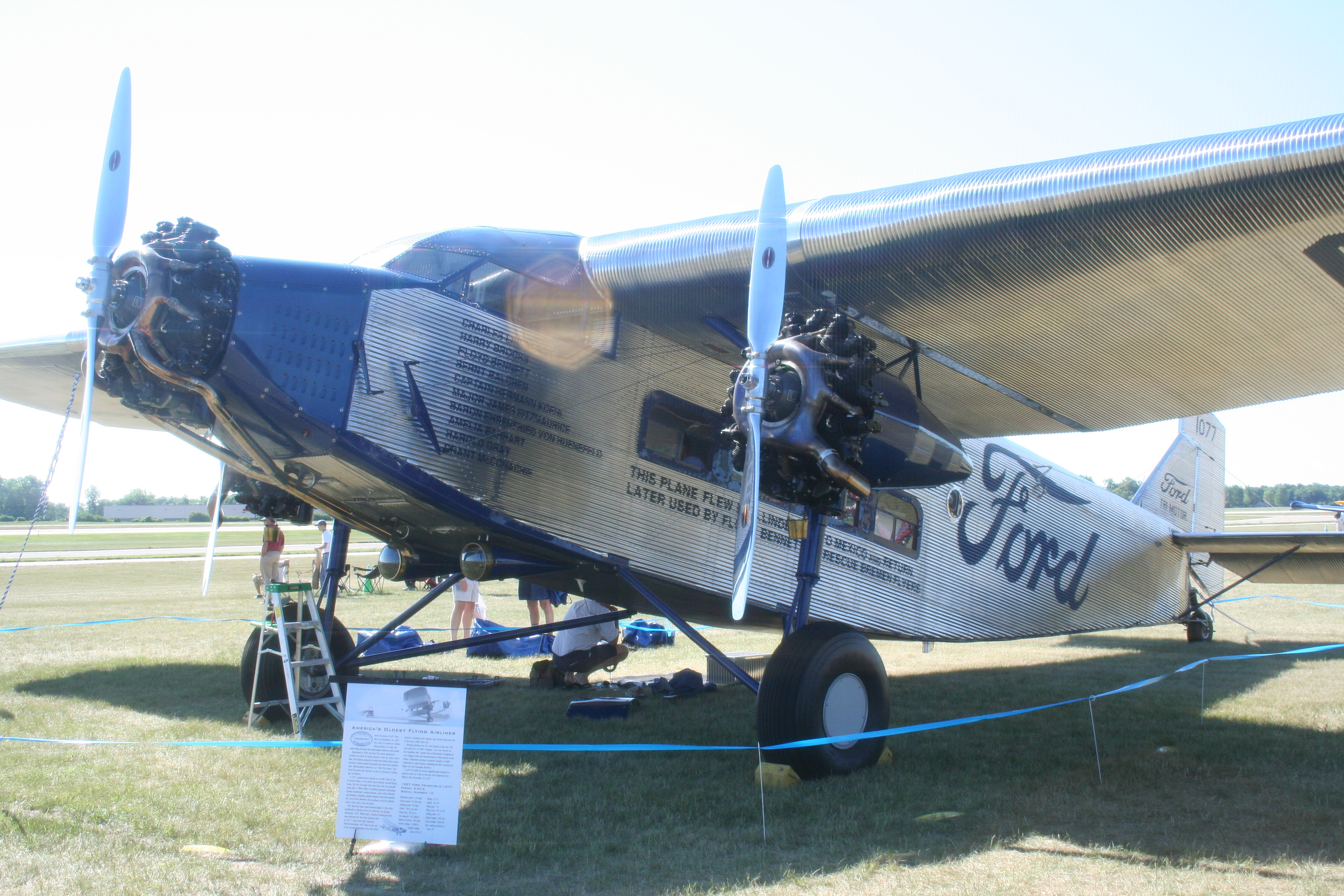
4-AT-A de 1927, Serial n.º 10, C-1077

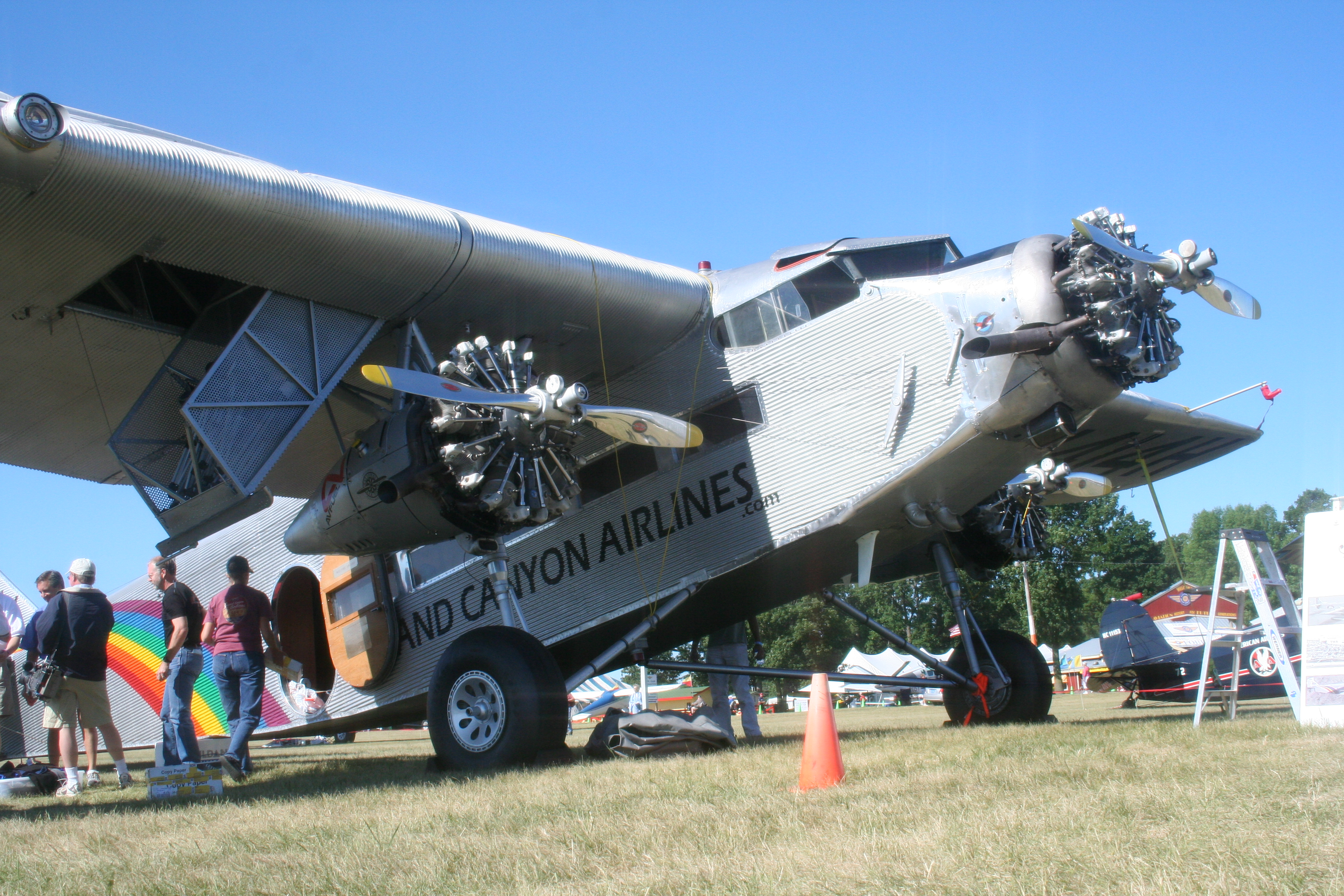
Ford Trimotor de Grand Canyon Airlines (nótese el desplegado panel de carga del ala.)

- BYN Co. (British Yukon Navigation Company): El CF-AZB voló en el Yukon desde abril de 1936 hasta que resultó dañado en agosto de 1940.[7]

 Checoslovaquia
- Czechoslovak Airlines

 Chile
- LAN: modelo 5-AT-C.

 Colombia
- SACO
- SCADTA (hoy Avianca)

 Cuba
- Cubana

 España
- Primero con CLASSA, luego con LAPE, y después con Iberia.

 Estados Unidos
- American Airlines
- Grand Canyon Airlines
- Island Airlines, Bass Islands, Ohio.
- Pan American World Airways
- Northwest Airlines
- Star Air Service
- Texaco
- Transcontinental Air Transport
- Trans World Airlines
- Wien Air Alaska
- United Airlines

 México
- Mexicana

 República Dominicana
- Dominicana de Aviación: esta aerolínea dominicana voló Ford Trimotor a principios de los años 30.[8]

 Venezuela
- Avensa

### Militares
Australia
- Real Fuerza Aérea Australiana
  - No. 24 Squadron RAAF

 Canadá
- Real Fuerza Aérea Canadiense

 Colombia
- Fuerza Aérea Colombiana

 España

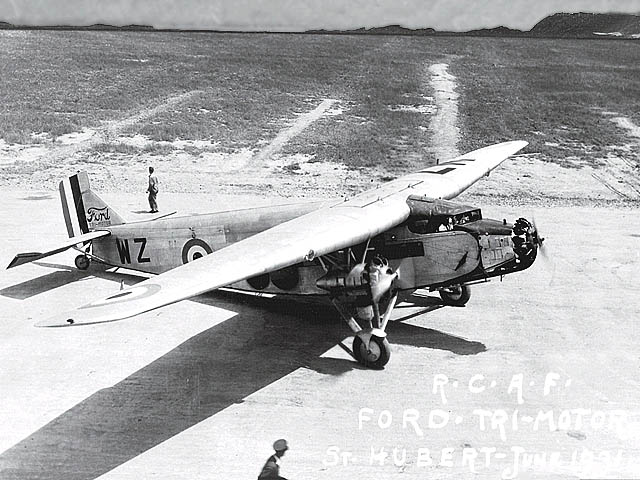
Ford Trimotor G-CYWZ de la Real Fuerza Aérea Canadiense.

- Fuerzas Aéreas de la República Española

 Estados Unidos
- Cuerpo Aéreo del Ejército de los Estados Unidos
- Cuerpo de Marines de los Estados Unidos
- Armada de los Estados Unidos

 Reino Unido
- Real Fuerza Aérea británica
  - No. 271 Squadron RAF: operó un único 5-AT-C en 1940.[9]

 República Dominicana
- Cuerpo de Aviación del Ejército Nacional (antigua FAD, 1941-1949)

## Curiosidades
- Standard Oil fue el primer cliente ejecutivo, mientras que el aparato adquirido por la empresa fabricante de máquinas de escribir Royal Typewriter llevaba caligrafiada en el fuselaje la leyenda: «Capacidad: 210 máquinas de escribir portátiles».
- El 4-AT con número de serie 10 fue construido en 1927. Voló en los Estados Unidos y México bajo el número de registro C-1077 y durante algunos años en Canadá bajo el número de registro G-CARC. Fue pilotado, entre otros, por Charles Lindbergh y Amelia Earhart, realizó el primer vuelo comercial entre Estados Unidos y Ciudad de México y el primer vuelo comercial sobre las Rocosas Canadienses.
- En 1932, Franklin D. Roosevelt voló en un Ford Trimotor durante su campaña presidencial.[10] En el año 2006 existían 18 Ford Trimotor, algunos de ellos con capacidad para volar.
- En 1935, un Ford Trimotor que transportaba al famoso cantante de tangos argentino Carlos Gardel, junto a varios de sus músicos, chocó con otro avión mientras intentaba despegar en el aeropuerto de la ciudad de Medellín, Colombia, incendiándose y muriendo quemados casi todos sus ocupantes, entre ellos el propio Gardel.
- El avión más curioso fue sin duda el Model 5-AT-11 que, tras volar con Pan American y TACA, fue adquirido en 1945 por la compañía mexicana TATSA (por 4500 dólares) y utilizado entre Mazatlán y una pequeña pista situada en las profundidades de un cañón, junto a las minas de Tayoltita (Durango, México). Con los colores de TATSA atesoró 5376 horas de vuelo, transportando sin incidente alguno 65 000 pasajeros y 7390 toneladas de carga. En 1966, con más de 23 000 horas a sus espaldas, fue adquirido por Island Airlines (de Port Clinton, Ohio), en la que fue el indiscutible protagonista de los vuelos turísticos Sky Tours.
- En la película Indiana Jones and the Temple of Doom (en España: Indiana Jones y el templo maldito, en Hispanoamérica: Indiana Jones y el templo de la perdición), dirigida por Steven Spielberg en 1984, los tres personajes principales de la película (Harrison Ford en el papel de Indiana Jones, Kate Capshaw en el papel de Willie y Jonathan Ke Quan en el papel de Short Round) huyen de Shanghái al comienzo de la película a bordo de un Ford Trimotor (la película está ambientada en 1935).
- También aparece un Ford Trimotor en la película Enemigos públicos (Public Enemies, 2009), protagonizada por Johnny Depp en el papel del famoso gánster John Dillinger.

## Especificaciones (Model 5-AT-B)

### Características generales
- Tripulación: Dos
- Capacidad: Quince pasajeros
- Longitud: 15,3 m (50,3 ft)
- Envergadura: 23,7 m (77,8 ft)
- Altura: 3,9 m (12,7 ft)
- Superficie alar: 77,6 m² (835,3 ft²)
- Peso vacío: 3560 kg (7846,2 lb)
- Peso cargado: 4590 kg (10 116,4 lb)
- Peso máximo al despegue: 6120 kg (13 488,5 lb)
- Planta motriz: 3× motor radial de 9 cilindros refrigerado por aire Pratt & Whitney Wasp C1.
  - Potencia: 313 kW (432 HP; 426 CV) cada uno.

### Rendimiento
- Velocidad nunca excedida (Vne): 241 km/h (150 MPH; 130 kt)
- Velocidad crucero (Vc): 145 km/h (90 MPH; 78 kt)
- Velocidad de entrada en pérdida (Vs): 103 km/h (64 MPH; 56 kt)
- Techo de vuelo: 5640 m (18 504 ft)
- Carga alar: 78,9 kg/m² (16,2 lb/ft²)
- Potencia/peso: 6,52 kg/kW

## Aeronaves relacionadas

### Desarrollos relacionados
- Ford Flivver
- Stout Bushmaster 2000
- Stout ST

### Aeronaves similares
- Junkers Ju 52
- Junkers G 24
- Junkers G 31
- Rohrbach Ro VIII Roland
- Fokker F.VII
- Fokker F.10
- Avro 618 Ten
- Beardmore Inflexible

### Secuencias de designación
- Secuencia C-_ (Aviones de Carga del USAAC/USAAF/USAF, 1924-1962): C-1 - C-2 - C-3 - C-4 - C-5 - C-6 - C-7 - C-8 - C-9 - C-10 - C-11 - C-12 →
- Secuencia R_R (Aviones de Transporte de la Armada estadounidense, 1931-1962 (Ford, 1927-1932)): RR
- Secuencia J_R (Aviones Utilitarios de la Armada estadounidense, 1928-1955 (Ford, 1927-1932)): JR
- Secuencia Numérica (Aeronaves del Ejército del Aire español, 1939-1945): ← 41 - 42 (I) - 42 (II) - 42 (III) - 42 (IV) - 43 (I) - 43 (II) →